# Oberdorf (Gemeinde Bruck)
Oberdorf ist eine Ortschaft und als Oberdorf-Landskron eine Katastralgemeinde der Stadtgemeinde Bruck an der Mur im Bezirk Bruck-Mürzzuschlag in Steiermark.
Der Ort liegt westlich von Bruck am linken Ufer der Mur.

## Siedlungsentwicklung
Zum Jahreswechsel 1979/1980 befanden sich in der Katastralgemeinde Oberdorf-Landskron insgesamt 137 Bauflächen mit 119.529 m² und 80 Gärten auf 151.946 m², 1989/1990 gab es 143 Bauflächen. 1999/2000 war die Zahl der Bauflächen auf 426 angewachsen und 2009/2010 bestanden 242 Gebäude auf 504 Bauflächen.

## Bodennutzung
Die Katastralgemeinde ist land- und forstwirtschaftlich geprägt. 308 Hektar wurden zum Jahreswechsel 1979/1980 landwirtschaftlich genutzt und 541 Hektar waren forstwirtschaftlich geführte Waldflächen. 1999/2000 wurde auf 204 Hektar Landwirtschaft betrieben und 644 Hektar waren als forstwirtschaftlich genutzte Flächen ausgewiesen. Ende 2018 waren 122 Hektar als landwirtschaftliche Flächen genutzt und Forstwirtschaft wurde auf 646 Hektar betrieben. Die durchschnittliche Bodenklimazahl von Oberdorf-Landskron beträgt 21,8 (Stand 2010).

## Kultur und Sehenswürdigkeiten
- Römerbrücke am Weg nach Sankt Dionysen.